# Hesperapis trochanterata
Hesperapis trochanterata är en biart som beskrevs av Roy R. Snelling 1987. Hesperapis trochanterata ingår i släktet Hesperapis och familjen sommarbin. Inga underarter finns listade i Catalogue of Life.